# Джайлс (округ, Виргиния)
Округ Джайлс (англ. Giles County) располагается в США, штате Виргиния. По состоянию на 2010 год, численность населения составляла 17 286 человек. Был образован в 1806 году, получил своё название в честь американского политического и государственного деятеля Уильяма Джайлза.

## География
По данным Бюро переписи США, общая площадь округа равняется 932 км², из которых 922 км² суша и 12 км² или 1,3 % это водоёмы.

### Соседние округа
- Саммерс (Западная Виргиния) — север
- Монро (Западная Виргиния) — север
- Крейг (Виргиния) — восток
- Монтгомери (Виргиния) — юго-восток
- Пьюласки (Виргиния) — юг
- Бланд (Виргиния) — запад
- Мерсер (Западная Виргиния) — северо-запад

## Демография
По данным переписи населения 2000 года в округе проживает 16 657 жителей в составе 6 994 домашних хозяйств и 4 888 семей. Плотность населения составляет 18 человек на км². На территории округа насчитывается 7 732 жилых строений, при плотности застройки 8 строений на км². Расовый состав населения: белые — 97,41 %, афроамериканцы — 1,58 %, коренные американцы (индейцы) — 0,14 %, азиаты — 0,19 %, представители других рас — 0,16 %, представители двух или более рас — 0,53 %. Испаноязычные составляли 0,63 % населения независимо от расы.
В составе 28,10 % из общего числа домашних хозяйств проживают дети в возрасте до 18 лет, 56,10 % домашних хозяйств представляют собой супружеские пары проживающие вместе, 9,70 % домашних хозяйств представляют собой одиноких женщин без супруга, 30,10 % домашних хозяйств не имеют отношения к семьям, 26,60 % домашних хозяйств состоят из одного человека, 12,80 % домашних хозяйств состоят из престарелых (65 лет и старше), проживающих в одиночестве. Средний размер домашнего хозяйства составляет 2,37 человека, и средний размер семьи 2,85 человека.
Возрастной состав округа: 22,00 % моложе 18 лет, 6,80 % от 18 до 24, 28,40 % от 25 до 44, 26,10 % от 45 до 64 и 16,70 % от 65 и старше. Средний возраст жителя округа 40 лет. На каждые 100 женщин приходится 95,60 мужчин. На каждые 100 женщин старше 18 лет приходится 92,20 мужчин.
Средний доход на домохозяйство в округе составлял 34 927 USD, на семью — 42 089 USD. Среднестатистический заработок мужчины был 32 075 USD против 22 969 USD для женщины. Доход на душу населения составлял 18 396 USD. Около 6,60 % семей и 9,50 % общего населения находились ниже черты бедности, в том числе — 11,60 % молодежи (тех кому ещё не исполнилось 18 лет) и 10,50 % тех кому было уже больше 65 лет.